# Fontän
För andra betydelser, se Fontän (olika betydelser).

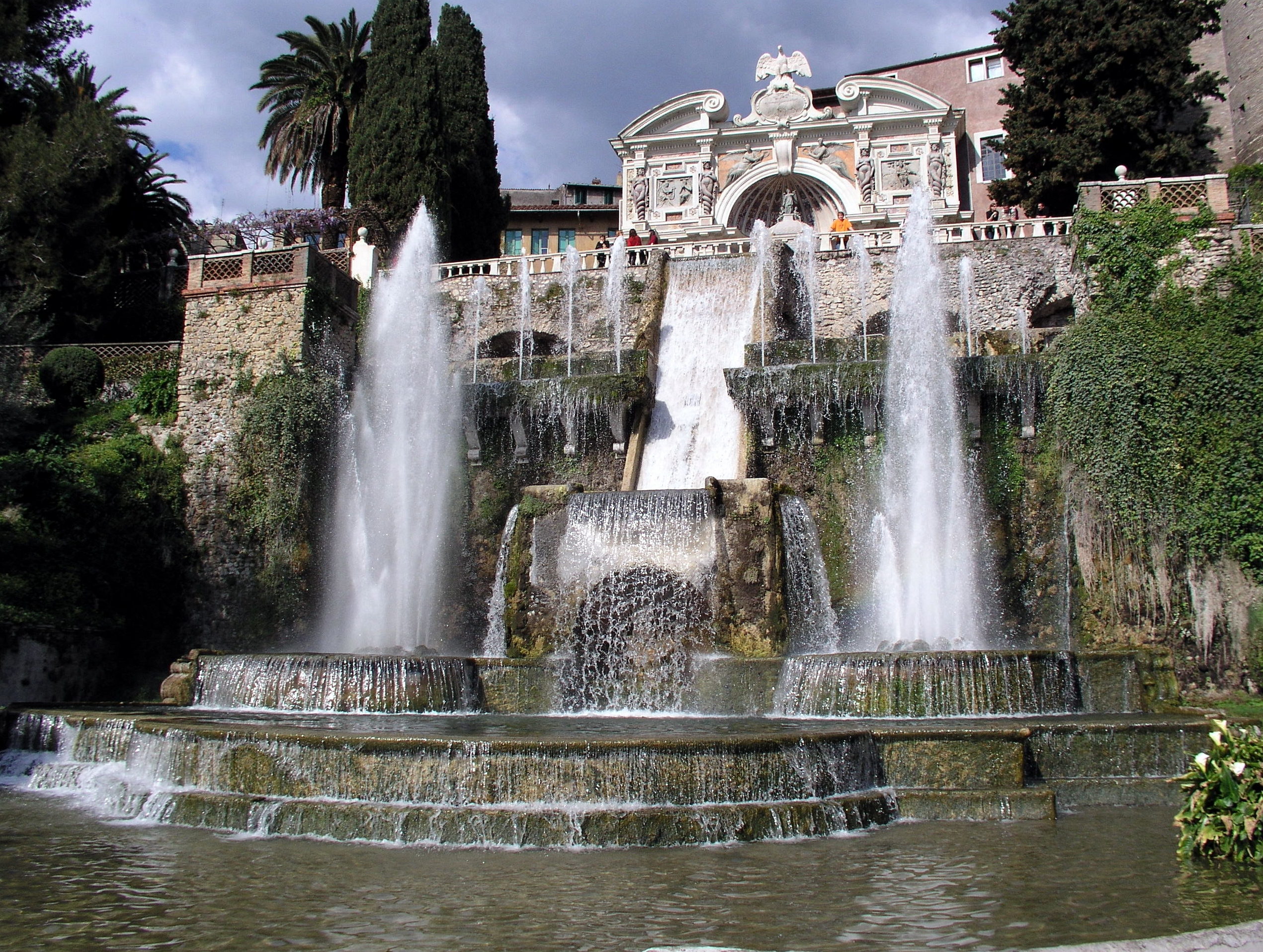
Neptunfontänen och vattenorgeln i Villa d'Estes trädgård. Villa d'Este med sin trädgård ingår i Unescos världsarvslista.

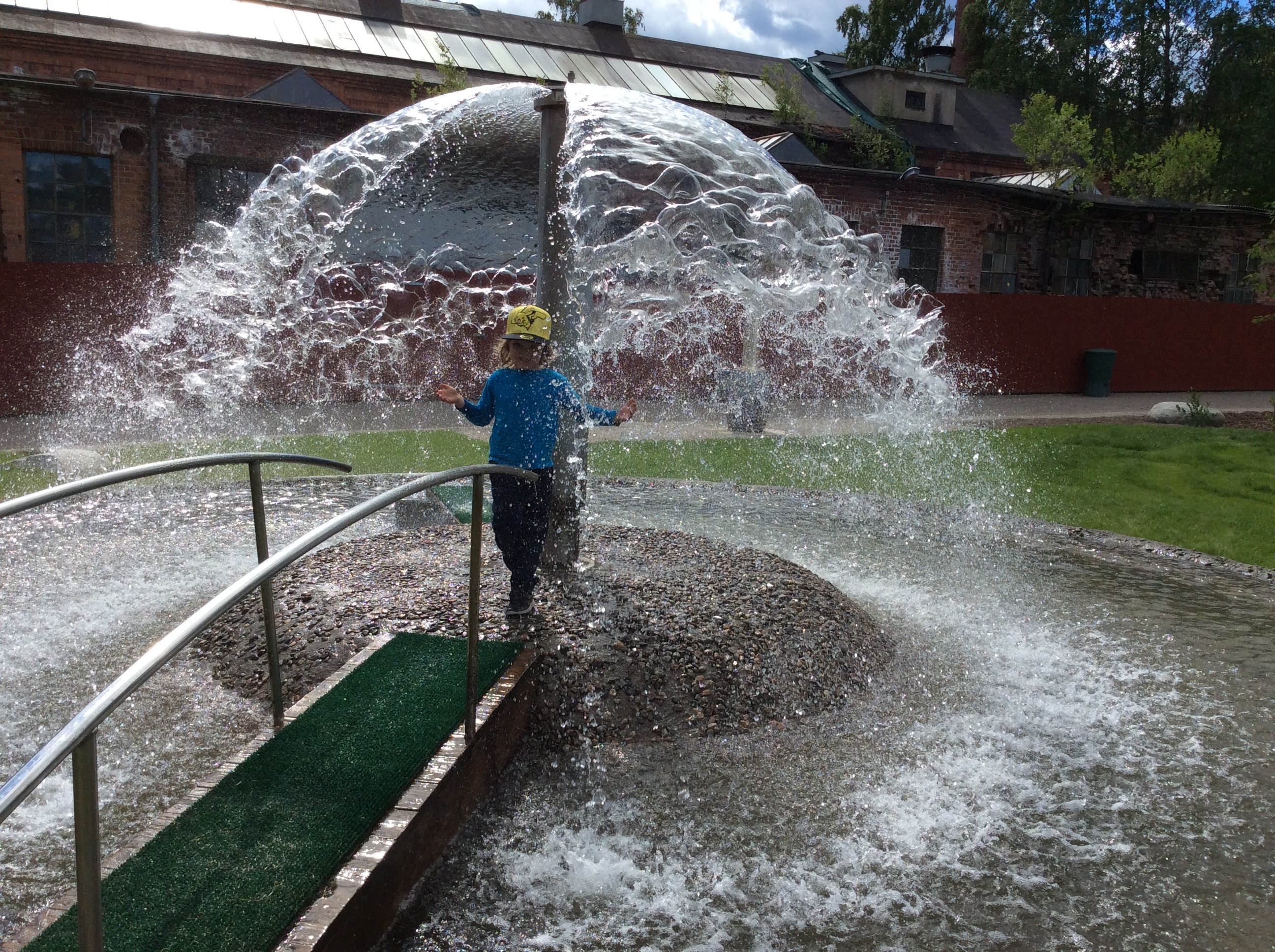
Fontän på Tom Tits Experiment i Södertälje

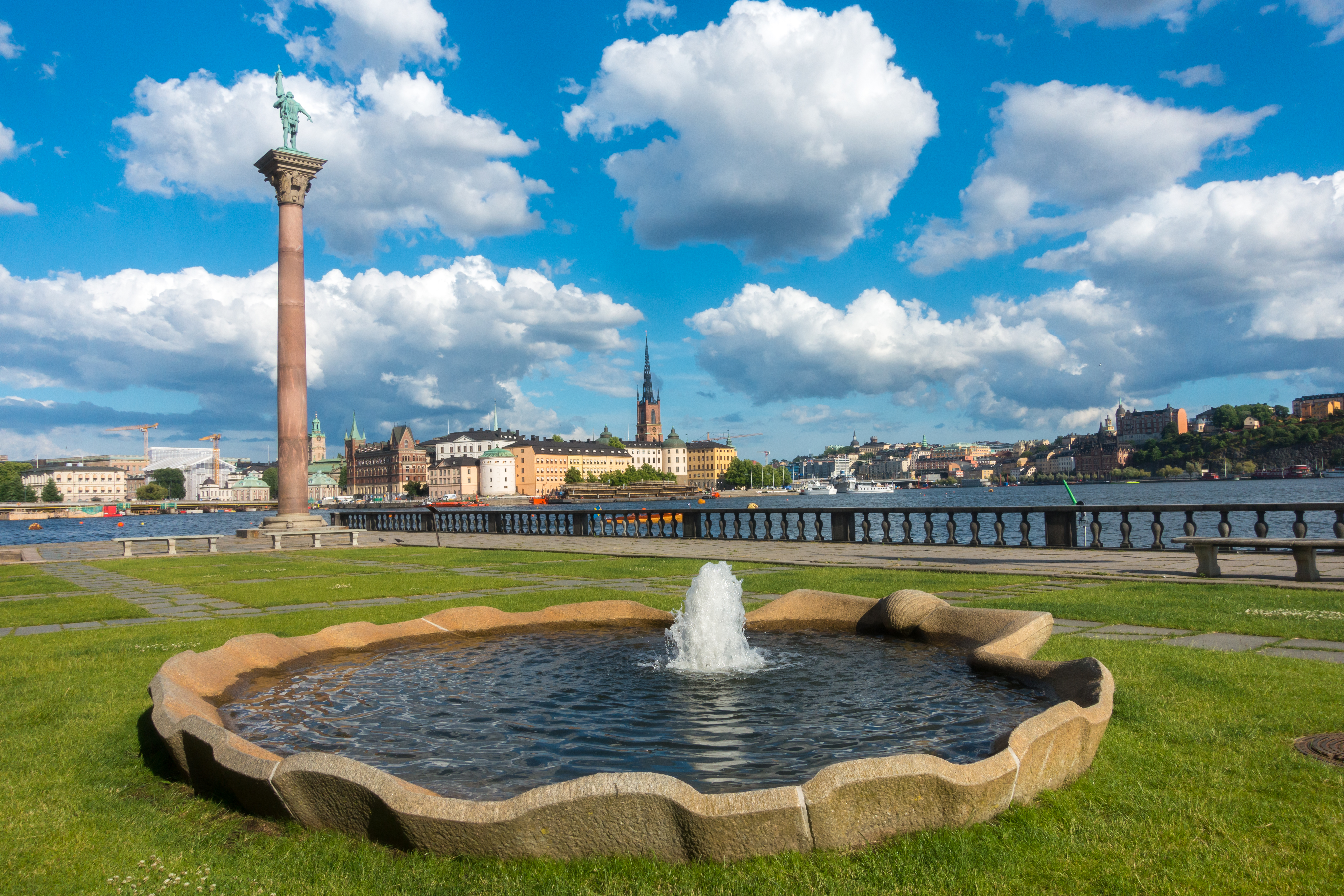
Snäckfontän i Stadshusparken i Stockholm med Engelbrektspelaren i bakgrunden och Gamla stan i fonden.

En fontän (franska fontaine, ytterst av latin fons, "källa"), även kallad springbrunn eller vattenkonst, är en anläggning där vatten i olika former och genom olika rörelser utnyttjas i konstnärligt och dekorativt syfte. En naturlig fontän kan uppkomma i en artesisk brunn.

## Historik
Fontäner hade ursprungligen en ren praktisk uppgift, de skulle tillhandahålla dricks- och bruksvatten för allmänheten. Vattenpumpar och dricksvattenfontäner är kända sedan antiken. Fontäner med rent dekorativ funktion anses ha introducerats av romarna. De var ofta ett centralt inslag i romerska villors trädgårdar.

## Utformning och funktion
En fontänskulptur består vanligen av en formgiven struktur (ofta en skulptur) utförd i ett beständigt material, varur vatten flödar fram. Där enbart fontänen utgör huvuddelen av en springbrunn utgörs den av en kraftig och vanligen uppåtriktad vattenstråle med vatten i rätt tryck.
För att uppnå tillräcklig tryck krävdes i äldre anläggningar en vattenkälla som ligger högre än fontänens högsta punkt. Det gav upphov till omfattande ingenjörsarbeten där hela floder leddes om för att försörja rika vattenträdgårdar. Ibland fungerade inte anläggningen tillfredsställande som exempelvis fontänen Kronan i Drottningholms slottspark som 1961 sprutade för första gången så som det var tänkt 300 år tidigare. Med moderna elektriska pumpar som cirkulerar vattnet fick man pålitliga fontäner.
Den svenske skulptören Carl Milles är känd för sina brunnsskulpturer. En omfattande samling av hans fontänskulpturer kan beskådas i Millesgården på Lidingö.

## Kända fontäner i urval
- Konverket Stockholms mässan

Fontana di Trevi i Rom
- Fontänerna i Villa d'Estes trädgård i Tivoli i Italien
- Manneken Pis i Bryssel
- Orfeusgruppen i Stockholm
- Sergelfontänen i Stockholm
- Molins fontän i Kungsträdgården, Stockholm
- Tors fiske på Mariatorget, Stockholm
- Kronan vid Drottningholms slott
- Näckens polska i Uppsala
- Poseidon med brunnskar i Göteborg
- Fontänspelet framför hotellet Bellagio i Las Vegas
- Sjungande fontäner vid Republikens plats i stadsdelen Kentron i Jerevan, i Armenien

## Bildgalleri

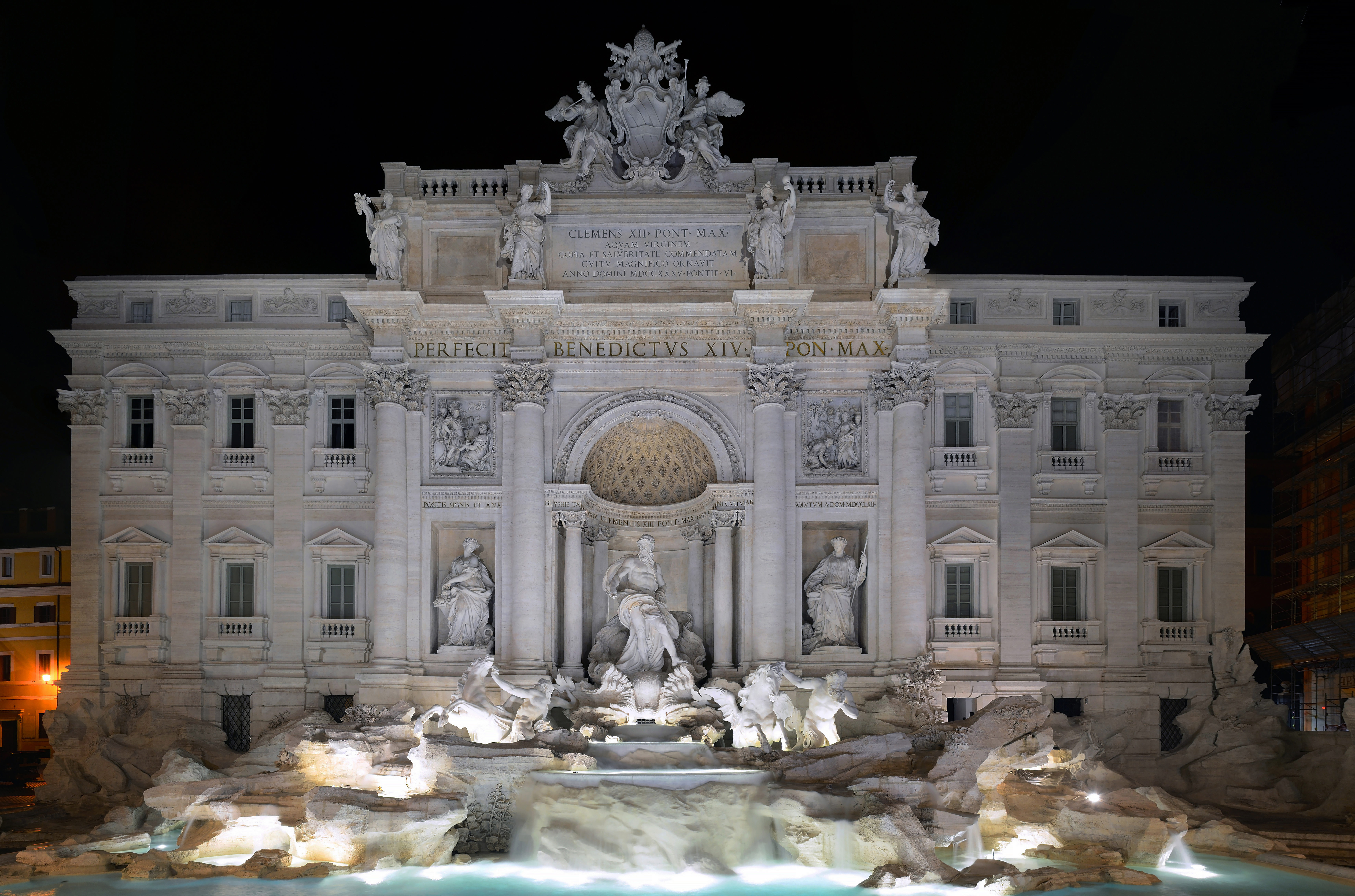
Fontana di Trevi i Rom.
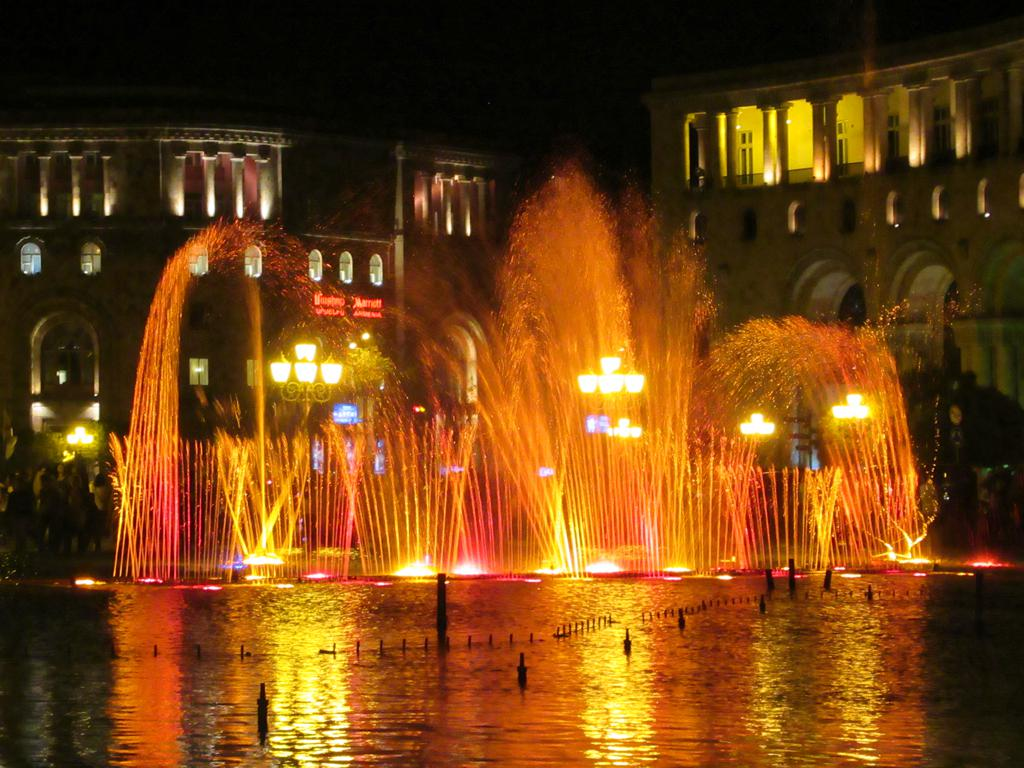
Sjungande fontäner vid Republikens plats i Jerevan i Armenien.
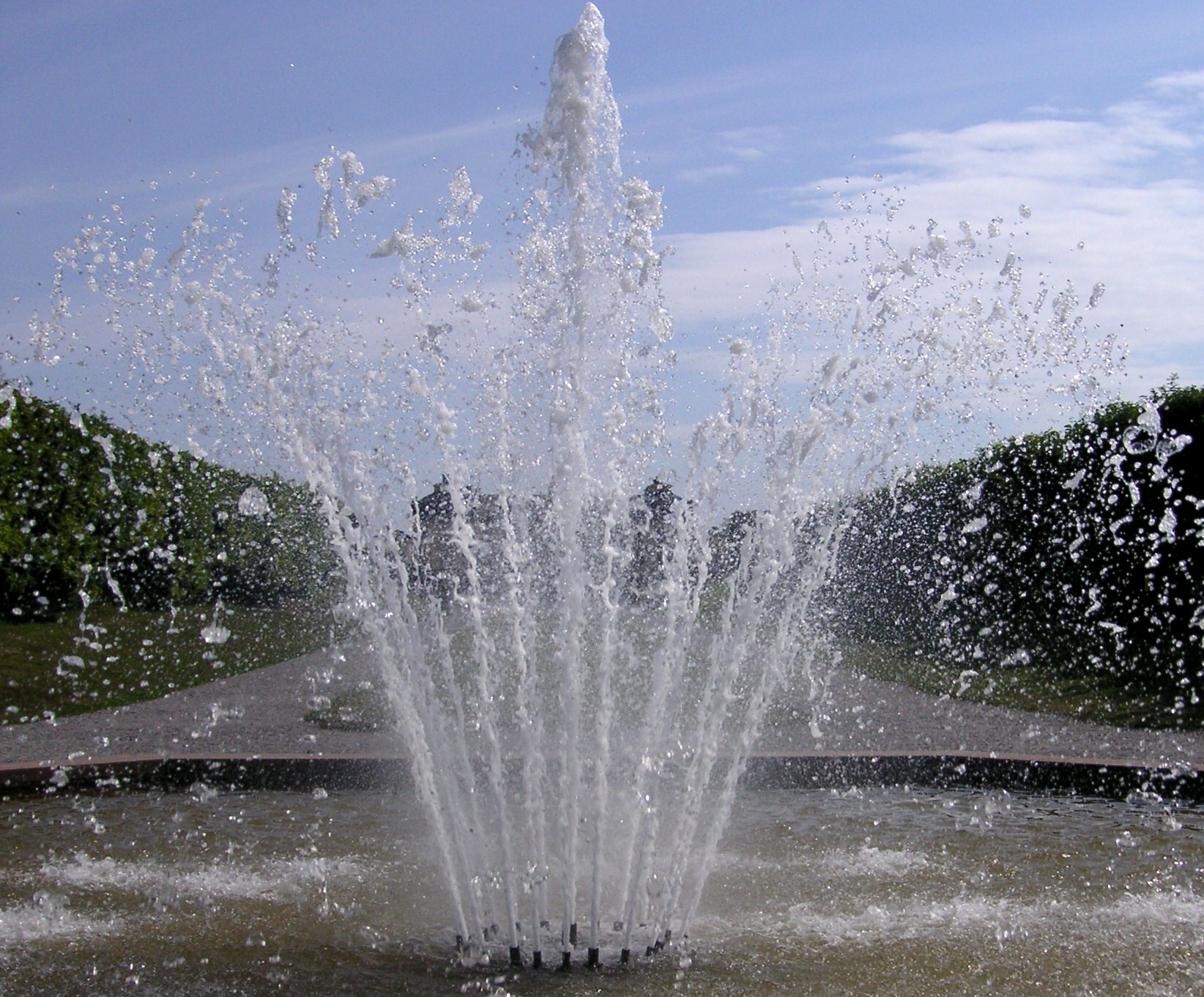
Fontänen "Kronan" i Drottningholms slottspark.
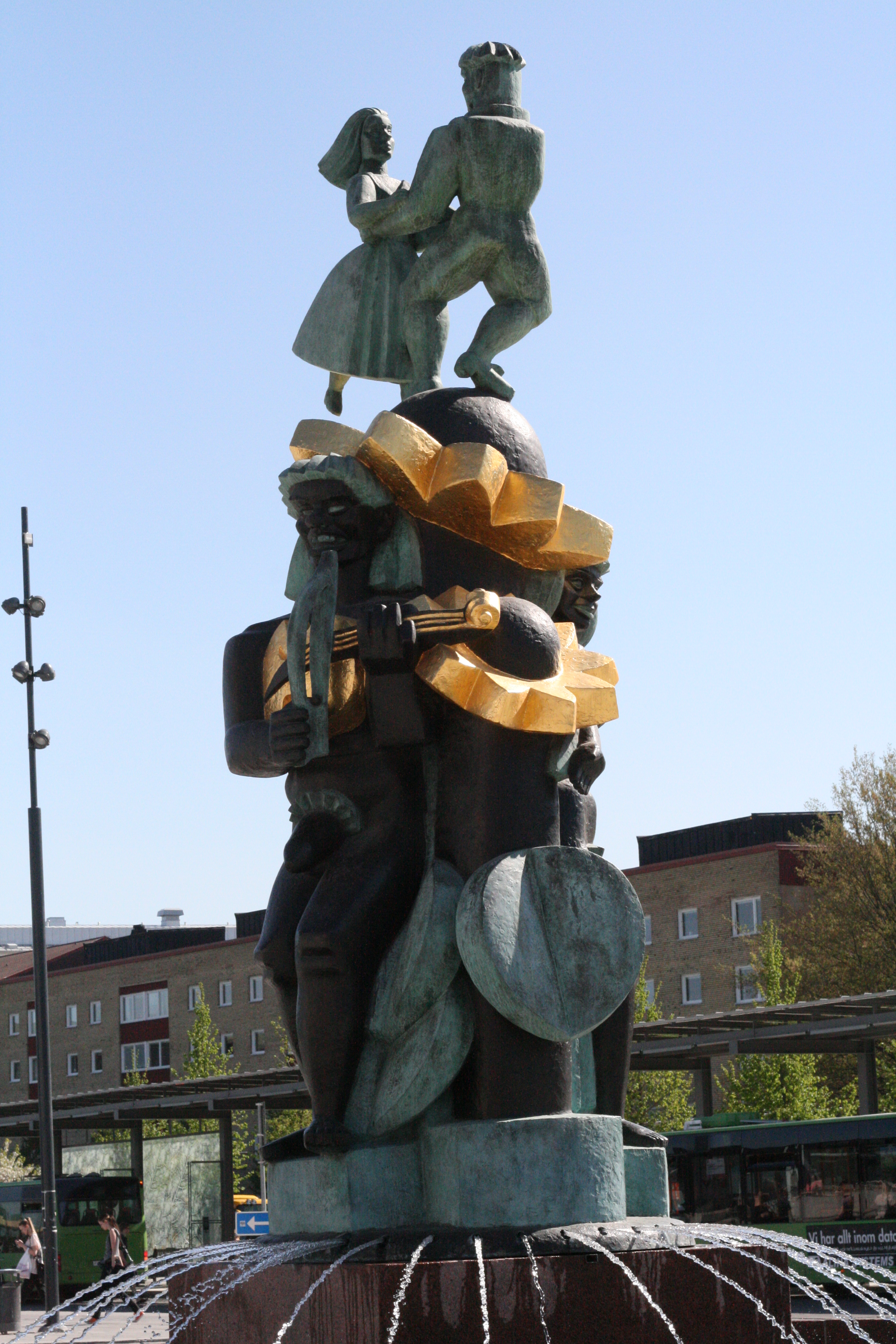
Näckens polska i Uppsala.
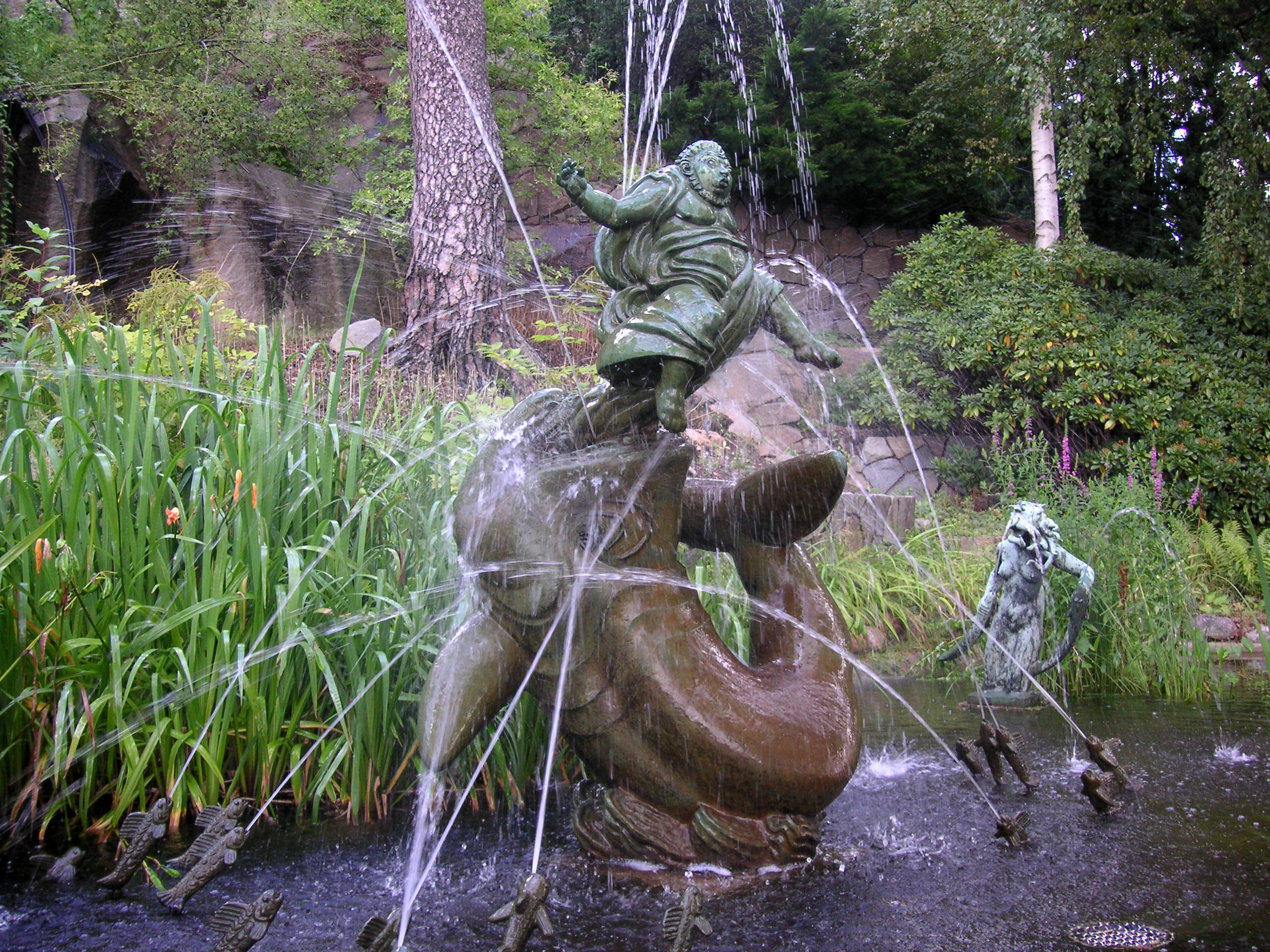
Jona och valfisken på Millesgården.
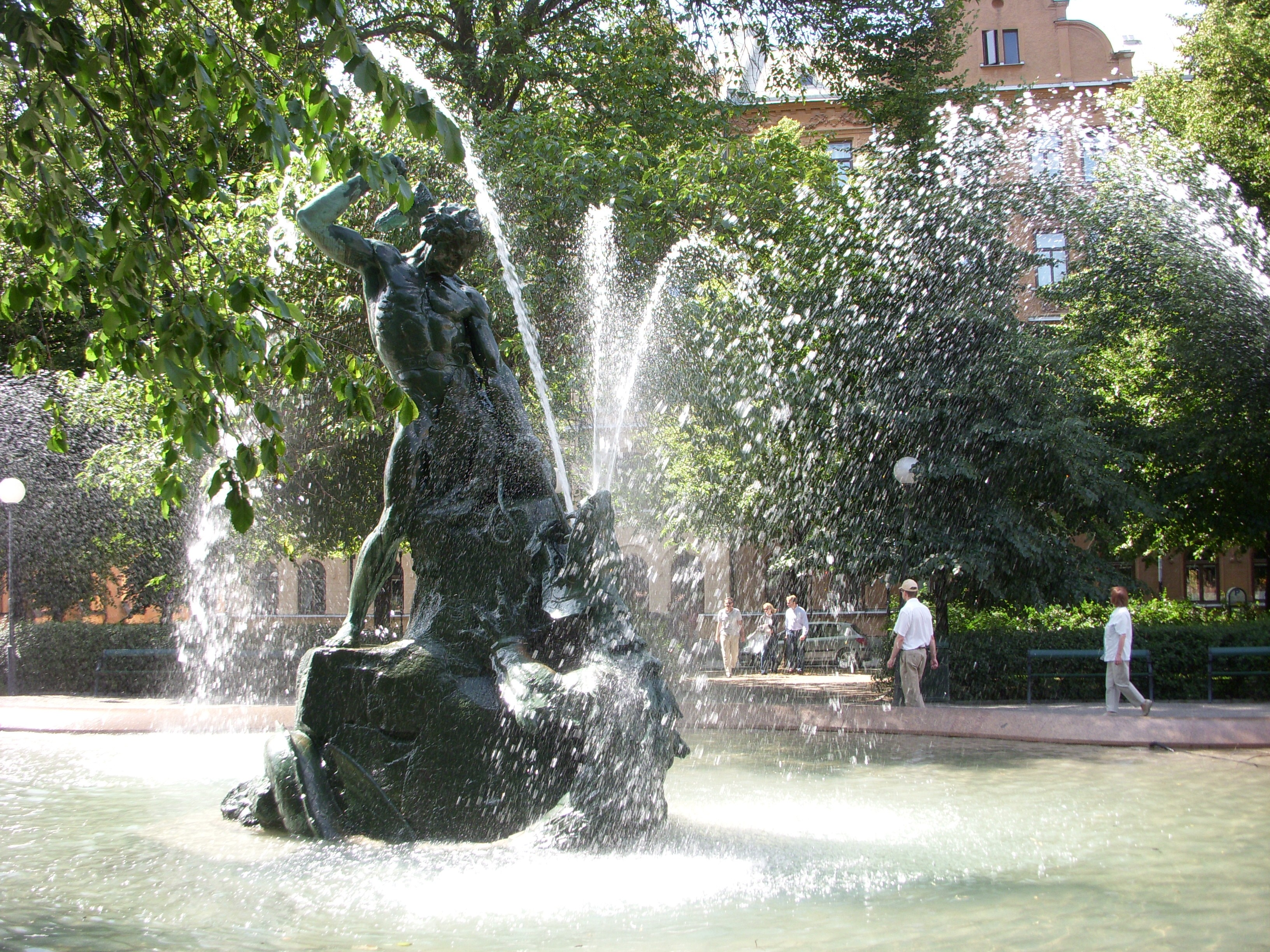
Tors fiske, Mariatorget, Stockholm.
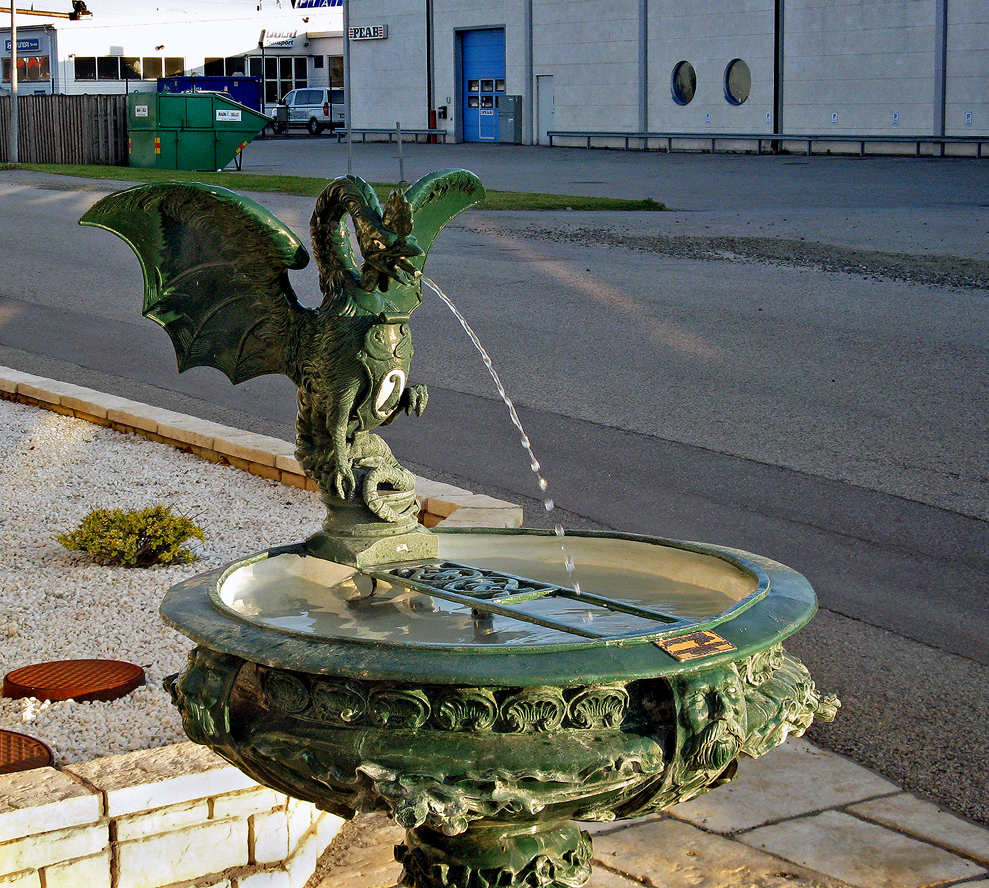
En mindre Drakfontän utanför ett företag i en industriby. Ystad 2011.
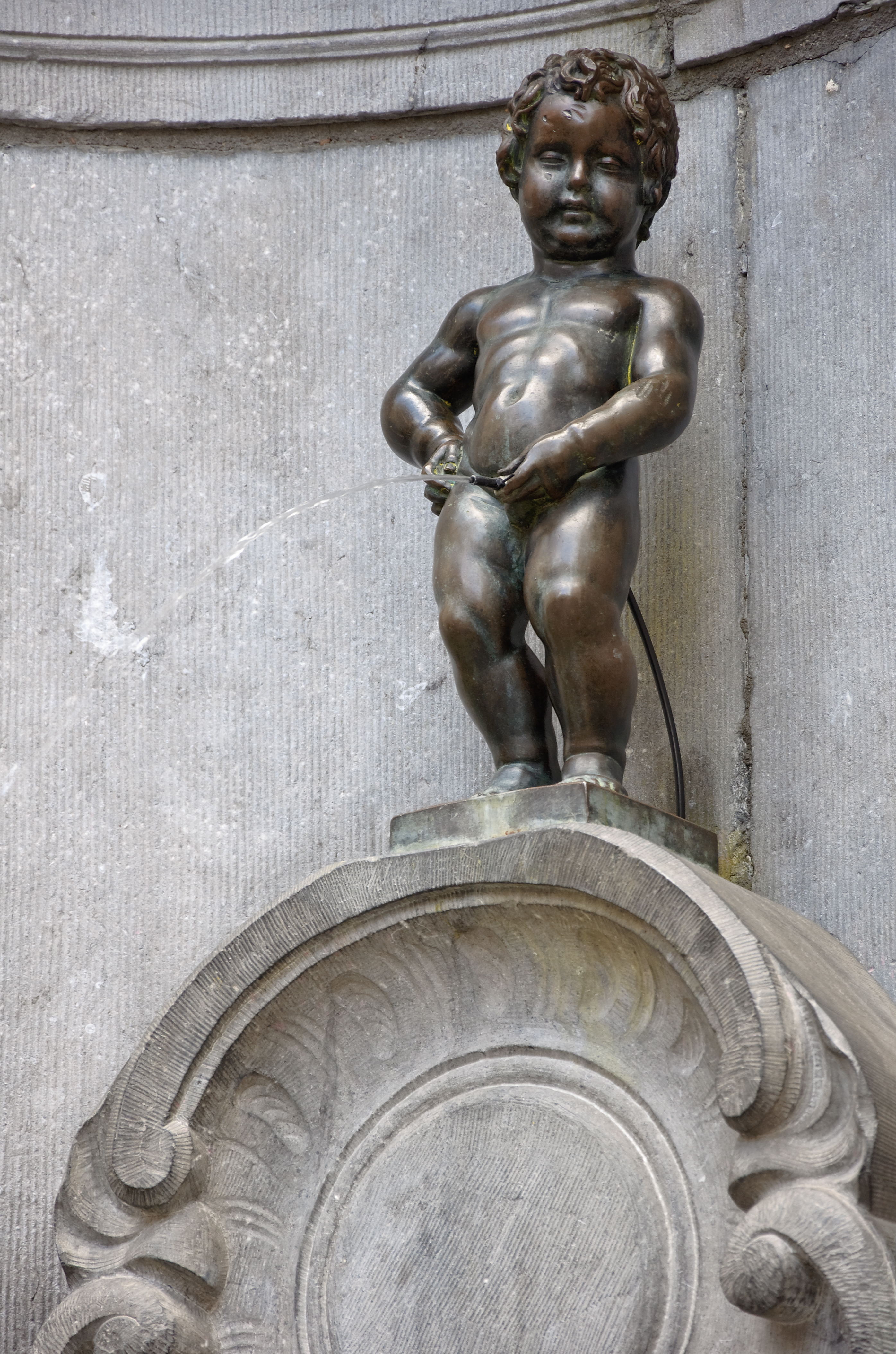
Manneken Pis i Bryssel.